# Liste des aéroports les plus fréquentés en Océanie
Cet article décrit les aéroports en Océanie par ordre décroissant de trafic passagers.

## En graphique
Les données sont issues de Wikidata, elle-même indiquant ses propres sources.
Pour des raisons techniques, il est temporairement impossible d'afficher le graphique qui aurait dû être présenté ici.

Voir la requête brute et les sources sur Wikidata.

## Classement 2016
Les chiffres de ce tableau correspondent à la période du 1er janvier 2015 au 31 décembre 2015 uniquement.
| Rang | Aéroport                           | Emplacement                    | Pays             | Code (IATA/ICAO) |
| ---- | ---------------------------------- | ------------------------------ | ---------------- | ---------------- |
| 1.   | Aéroport Kingsford-Smith de Sydney | Sydney, Nouvelle-Galles du Sud | Australie        | SYD/YSSY         |
| 2.   | Aéroport Melbourne-Tullamarine     | Melbourne, Victoria            | Australie        | MEL/YMML         |
| 3.   | Aéroport international de Brisbane | Brisbane, Queensland           | Australie        | BNE/YBBN         |
| 4.   | Aéroport international d'Auckland  | Auckland                       | Nouvelle-Zélande | AKL/NZAA         |